# Beaupuy (Haute-Garonne)
Beaupuy település Franciaországban, Haute-Garonne megyében. Lakosainak száma 1225 fő (2022. január 1.). Beaupuy Castelmaurou, Gragnague, Lavalette, Mondouzil, Montrabé és Rouffiac-Tolosan községekkel határos.

## Népesség
A település népességének változása:
| Lakosok száma | 196  | 727  | 1039 | 1296 | 1254 | 1308 | 1340 | 1340 | 1302 | 1225 |
|               | 1968 | 1982 | 1990 | 2006 | 2013 | 2015 | 2017 | 2019 | 2020 | 2022 |